# Peymeinade
Peymeinade (Poggio Mainata in italiano desueto) è un comune francese di 8 054 abitanti situato nel dipartimento delle Alpi Marittime della regione della Provenza-Alpi-Costa Azzurra.

## Geografia fisica
È situata 5 km All'Ovest di Grasse e a 23 km a Nord Ovest da Cannes

## Società

### Evoluzione demografica
Abitanti censiti